# Le Télescope
Le Télescope est un album de bande dessinée de Jean Van Hamme (scénario), Teng (dessin) et Walter De Strooper (coloriage) publié en 2009. Cet ouvrage est directement inspiré du roman éponyme publié par Jean Van Hamme qui ne fut lu, à l'époque, que par une poignée de lecteurs.

## Résumé
Cinq hommes qui ont 60 ans ou presque, Julien, Marcello, Charles, René et Louis, sont fortement liés par une amitié qui dure depuis leur enfance. René, à la suite de sa mise à la retraite, juge sévèrement leur vie respective, aucun n'ayant réussi autant qu'il le souhaitait. Leur rencontre avec une prostituée de luxe, Jo, viendra chambarder leur vie. Pour combler ses goûts luxueux, les cinq s'appauvriront déraisonnablement, mais auront l'occasion de s'enrichir en s'opposant à un promoteur immobilier, Maxime Schroeder. Également, Jo changera certains comportements au contact des cinq.

## Personnages principaux
- Julien Villars : Âgé de 60 ans, c'est un « [écrivain] spécialisé dans les mémoires des vedettes, du sport ou de la chanson »[8].
- Marcello Garini : Âgé de 60 ans, c'est un « [cuisinier] de formation [...] Dragueur invétéré, franc buveur et joueur impénitent »[9].
- Charles Ferignac : Âgé de 59 ans, c'est le gérant d'une agence de crédit bancaire et un « célibataire endurci de nature accomodante » qui croit encore dans ses charmes[10].
- René Jouvert : Âgé de 60 ans, c'est l'« inspecteur principal à la répression du banditisme. Veuf inconsolable depuis douze ans »[11].
- Louis Seigner : Âgé de 60 ans, c'est un « [comédien] malchanceux reconverti dans les pubs troisième âge »[12].
- Jo : femme belge, probablement de moins de 30 ans, qui offre ses faveurs sexuelles aux mieux nantis[13].
- Maxime Schroeder : promoteur immobilier qui projette une image de mécène[14], mais qui corrompt quelques politiciens pour s'enrichir secrètement[15].